# مكعب

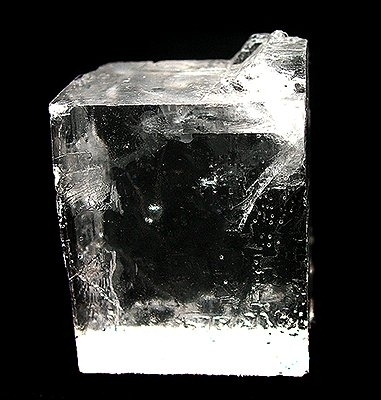
مكعب من الملح الصخري.

المكعب هو جسم ثلاثي الأبعاد له ستة أوجه مربعة، واثنا عشر حرفًا أو حافة، وثمانية أركان، وهو متوازي مستطيلات أبعاده متقايسة.
أركان المكعب هي زواياه القائمة، وحروفه هي الخطوط المستقيمة الممتدة بين الزوايا.

## خواص
كل حافتان لهما نهاية مشتركة متعامدتان.
كل وجهان متقابلان متوازيان. وكل وجهان متجاوران متعامدان.
تتقاطع الأقطار عند نقطة واحدة هي مركز تناظر المكعب، مركز المسافات المتساوية للرؤوس الثمانية.
حسب التعريف، فإن حواف المكعب كلها متساوية الطول، لنفرض أن طول الحافة هو {\displaystyle a}. عندئذ فإن كل وجوه هو مربع مساحة {\displaystyle a^{2}}.
- مساحة سطح المكعب هي {\displaystyle 6a^{2}}.
- حجم المكعب هو {\displaystyle a^{3}}.
- طول القطر (الداخلي) يساوي {\displaystyle a{\sqrt {3}}}.
- نصف قطر الكرة المرسومة على المكعب (تحوي المكعب وتشمل رؤوسه) يساوي {\displaystyle a{\sqrt {3}}/2}.
- نصف قطر الكرة المرسومة داخل المكعب (تحوي المكعب وتشمل رؤوسه) يساوي {\displaystyle a/2}.

## قوانين

### طول القطر
طول القطر الثنائي الأبعاد للمكعب الذي أبعاده تساوي d هو: {\displaystyle d{\sqrt {2}}}, وطول القطر الثلاثي الأبعاد هو:{\displaystyle d{\sqrt {3}}}

## مضاعفة مكعب
مضاعفة مكعب هي معضلة وضعها علماء الرياضيات الإغريق، تتمثل في محاولة إنشاء مكعب بواسطة المسطرة والفرجار فقط، حجمه يساوي ضعف حجم مكعب معطى ما.

## أشياء مكعبة الشكل
- نرد
- الصناديق
- مكعب روبيك
- الكعبة المشرفة